# Bertie Hill
Albert Edwin „Bertie” Hill  (ur. 7 lutego 1927 w Swimbridge, zm. 5 sierpnia 2005 w South Molton) – brytyjski jeździec sportowy. Złoty medalista olimpijski z Melbourne (Sztokholmu).
Sukcesy odnosił we Wszechstronnym Konkursie Konia Wierzchowego. Igrzyska w 1956 były jego drugą olimpiadą, brał udział już w IO 52. Konkurencje jeździeckie były rozgrywane w Sztokholmie (główne zawody odbywały się w Melbourne, ale jeźdźcy – ze względu na problemy z kwarantanną zwierząt – rywalizowali w Szwecji). Triumfował w drużynie (partnerowali mu Francis Weldon i Arthur Rook) oraz był dwunasty w konkursie indywidualnym. Po raz trzeci startował w IO 60. Sięgał po złoto mistrzostw Europy.
Był szkoleniowcem, m.in. brytyjskiej kadry.